# اس‌دی‌اس‌اس جی۰۹۰۷۴۵٫۰+۰۲۴۵۰۷
اس‌دی‌اس‌اس جی۰۹۰۷۴۵.۰+۰۲۴۵۰۷ یک ستاره است که در صورت فلکی مار باریک قرار دارد.